# Paso de los Vientos
El paso de los Vientos o paso de Barlovento es un estrecho situado entre las islas de Cuba y La Española, que conecta el océano Atlántico con el mar Caribe. Su anchura máxima es de 80 km y tiene una profundidad de hasta 1700 m.
Su valor estratégico es bastante grande, pues al igual que el Canal de la Mona se encuentra en medio de la ruta que conecta el canal de Panamá con el mar de los Sargazos y la costa este de Estados Unidos.
- Datos: Q140265
- Multimedia: Windward Passage / Q140265